# Isanthrene pyrocera
Isanthrene pyrocera là một loài bướm đêm thuộc phân họ Arctiinae, họ Erebidae.